# Round-Effekt

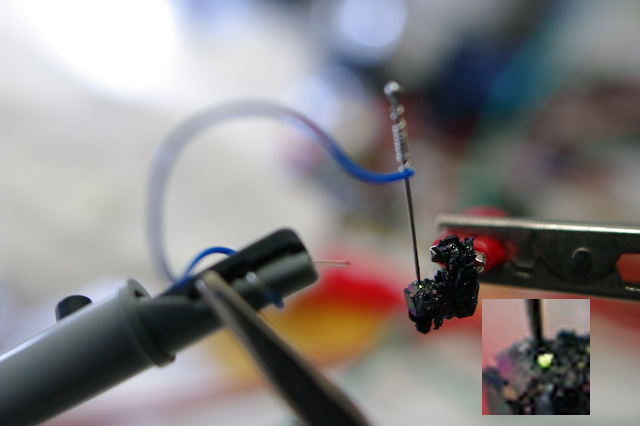
Eine negativ geladene metallische Nadelspitze auf Siliciumcarbid erzeugt einen grün glimmenden Lichtpunkt im Halbleiter.

Der Round-Effekt (auch als Lossew-Effekt bezeichnet) bezeichnet das physikalische Phänomen der Lichtemission von Halbleitern bei angelegter elektrischer Spannung. Der Round-Effekt ist Grundlage der Leuchtdiode.

## Geschichte
Henry Joseph Round entdeckte 1907 bei der Suche nach Materialien für Kristall-Detektoren, das sind erste Bauformen von Metall-Halbleiter-Kontakten, welche zur Hüllkurvendemodulation in damals üblichen Detektorempfängern eingesetzt wurden, den Effekt, dass bestimmte anorganische Stoffe wie Siliciumcarbid beim Anlegen einer elektrischen Gleichspannung Licht aussenden können. Er veröffentlichte seine Entdeckung im selben Jahr in der Fachzeitschrift Electrical World. Dort beschrieb er, wie er einen Siliciumcarbidkristall durch Anlegen einer elektrischen Spannung von 10 V bis zu 100 V zum Glimmen in gelber, orange oder blauer Farbe brachte. Er bezeichnete das ausgesendete Licht als kalt, da keine Erwärmung des Kristalls feststellbar war. Der Effekt geriet anschließend für einige Jahrzehnte wieder in Vergessenheit.
Der russische Physiker Oleg Wladimirowitsch Lossew entdeckte 1921 ebenfalls diesen Effekt, untersuchte und beschrieb ihn 1927 bis 1942. Ein ähnlicher Effekt an Zinksulfid wurde 1935 von Georges Destriau entdeckt und nach dem russischen Physiker Lossew-Licht benannt.